# Saint-Florent-le-Vieil
Saint-Florent-le-Vieil är en kommun i departementet Maine-et-Loire i regionen Pays de la Loire i nordvästra Frankrike. Kommunen ligger i kantonen Saint-Florent-le-Vieil som tillhör arrondissementet Cholet. År 2018 hade Saint-Florent-le-Vieil 2 844 invånare.

## Befolkningsutveckling
Antalet invånare i kommunen Saint-Florent-le-Vieil
| Referens: INSEE |